# Josué Quijano
Josué Abraham Quijano Potosme (10 marzo 1991) è un calciatore nicaraguense, difensore del Real Estelí
e della Nazionale nicaraguense.

## Carriera

### Club
Ha sempre giocato nel campionato nicaraguense.

### Nazionale
Ha debuttato in Nazionale nel 2011, ha collezionato oltre 40 presenze e la convocazione per la Gold Cup del 2017.

## Statistiche

### Cronologia presenze e reti in nazionale
| Cronologia completa delle presenze e delle reti in nazionale ― Nicaragua | Cronologia completa delle presenze e delle reti in nazionale ― Nicaragua | Cronologia completa delle presenze e delle reti in nazionale ― Nicaragua | Cronologia completa delle presenze e delle reti in nazionale ― Nicaragua | Cronologia completa delle presenze e delle reti in nazionale ― Nicaragua | Cronologia completa delle presenze e delle reti in nazionale ― Nicaragua | Cronologia completa delle presenze e delle reti in nazionale ― Nicaragua | Cronologia completa delle presenze e delle reti in nazionale ― Nicaragua |
| Data                                                                     | Città                                                                    | In casa                                                                  | Risultato                                                                | Ospiti                                                                   | Competizione                                                             | Reti                                                                     | Note                                                                     |
| ------------------------------------------------------------------------ | ------------------------------------------------------------------------ | ------------------------------------------------------------------------ | ------------------------------------------------------------------------ | ------------------------------------------------------------------------ | ------------------------------------------------------------------------ | ------------------------------------------------------------------------ | ------------------------------------------------------------------------ |
| 14-1-2011                                                                | Panama                                                                   | El Salvador                                                              | 2 – 0                                                                    | Nicaragua                                                                | Coppa Centroamericana 2011                                               | -                                                                        | 73’                                                                      |
| 16-1-2011                                                                | Panama                                                                   | Panama                                                                   | 2 – 0                                                                    | Nicaragua                                                                | Coppa Centroamericana 2011                                               | -                                                                        |                                                                          |
| 18-1-2011                                                                | Panama                                                                   | Nicaragua                                                                | 1 – 1                                                                    | Belize                                                                   | Coppa Centroamericana 2011                                               | -                                                                        |                                                                          |
| 21-1-2011                                                                | Panama                                                                   | Nicaragua                                                                | 1 – 2                                                                    | Guatemala                                                                | Coppa Centroamericana 2011                                               | -                                                                        |                                                                          |
| 2-9-2011                                                                 | Roseau                                                                   | Dominica                                                                 | 0 – 2                                                                    | Nicaragua                                                                | Qual. Mondiali 2014                                                      | -                                                                        |                                                                          |
| 6-9-2011                                                                 | Managua                                                                  | Nicaragua                                                                | 1 – 2                                                                    | Panama                                                                   | Qual. Mondiali 2014                                                      | -                                                                        | 52’                                                                      |
| 11-10-2011                                                               | Panama                                                                   | Panama                                                                   | 5 – 1                                                                    | Nicaragua                                                                | Qual. Mondiali 2014                                                      | -                                                                        |                                                                          |
| 11-11-2011                                                               | Managua                                                                  | Nicaragua                                                                | 1 – 0                                                                    | Dominica                                                                 | Qual. Mondiali 2014                                                      | -                                                                        |                                                                          |
| 24-2-2012                                                                | Managua                                                                  | Nicaragua                                                                | 1 – 0                                                                    | Porto Rico                                                               | Amichevole                                                               | -                                                                        | 65’                                                                      |
| 26-2-2012                                                                | Managua                                                                  | Nicaragua                                                                | 4 – 1                                                                    | Porto Rico                                                               | Amichevole                                                               | -                                                                        | 61’                                                                      |
| 1-6-2012                                                                 | Bayamón                                                                  | Porto Rico                                                               | 3 – 1                                                                    | Nicaragua                                                                | Amichevole                                                               | -                                                                        |                                                                          |
| 3-6-2012                                                                 | Bayamón                                                                  | Porto Rico                                                               | 1 – 1                                                                    | Nicaragua                                                                | Amichevole                                                               | -                                                                        | 76’                                                                      |
| 18-1-2013                                                                | San José                                                                 | Guatemala                                                                | 1 – 1                                                                    | Nicaragua                                                                | Coppa centroamericana 2013                                               | 1                                                                        |                                                                          |
| 20-1-2013                                                                | San José                                                                 | Costa Rica                                                               | 2 – 0                                                                    | Nicaragua                                                                | Coppa centroamericana 2013                                               | -                                                                        | 68’                                                                      |
| 22-1-2013                                                                | San José                                                                 | Nicaragua                                                                | 1 – 2                                                                    | Belize                                                                   | Coppa centroamericana 2013                                               | -                                                                        |                                                                          |
| 14-8-2014                                                                | Antigua Guatemala                                                        | Guatemala                                                                | 3 – 0                                                                    | Nicaragua                                                                | Amichevole                                                               | -                                                                        |                                                                          |
| 3-9-2014                                                                 | Washington                                                               | Costa Rica                                                               | 3 – 0                                                                    | Nicaragua                                                                | Coppa centroamericana 2014                                               | -                                                                        | 36’                                                                      |
| 13-9-2014                                                                | Los Angeles                                                              | Honduras                                                                 | 1 – 0                                                                    | Nicaragua                                                                | Coppa centroamericana 2014                                               | -                                                                        |                                                                          |
| 18-11-2014                                                               | Managua                                                                  | Nicaragua                                                                | 0 – 2                                                                    | El Salvador                                                              | Amichevole                                                               | -                                                                        |                                                                          |
| 23-3-2015                                                                | Managua                                                                  | Nicaragua                                                                | 5 – 0                                                                    | Anguilla                                                                 | Qual. Mondiali 2018                                                      | -                                                                        |                                                                          |
| 29-3-2015                                                                | The Valley                                                               | Anguilla                                                                 | 0 – 3                                                                    | Nicaragua                                                                | Qual. Mondiali 2018                                                      | -                                                                        |                                                                          |
| 7-6-2015                                                                 | Managua                                                                  | Nicaragua                                                                | 1 – 0                                                                    | Suriname                                                                 | Qual. Mondiali 2018                                                      | -                                                                        |                                                                          |
| 16-6-2015                                                                | Paramaribo                                                               | Suriname                                                                 | 1 – 3                                                                    | Nicaragua                                                                | Qual. Mondiali 2018                                                      | -                                                                        |                                                                          |
| 4-9-2015                                                                 | Kingston                                                                 | Giamaica                                                                 | 2 – 3                                                                    | Nicaragua                                                                | Qual. Mondiali 2018                                                      | -                                                                        |                                                                          |
| 8-9-2015                                                                 | Managua                                                                  | Nicaragua                                                                | 0 – 2                                                                    | Giamaica                                                                 | Qual. Mondiali 2018                                                      | -                                                                        |                                                                          |
| 13-10-2015                                                               | Port of Spain                                                            | Trinidad e Tobago                                                        | 0 – 0                                                                    | Nicaragua                                                                | Amichevole                                                               | -                                                                        |                                                                          |
| 8-12-2015                                                                | Managua                                                                  | Nicaragua                                                                | 5 – 0                                                                    | Cuba                                                                     | Amichevole                                                               | -                                                                        |                                                                          |
| 11-12-2015                                                               | Estelí                                                                   | Nicaragua                                                                | 1 – 0                                                                    | Cuba                                                                     | Amichevole                                                               | -                                                                        |                                                                          |
| 15-12-2015                                                               | Liberia                                                                  | Costa Rica                                                               | 1 – 0                                                                    | Nicaragua                                                                | Amichevole                                                               | -                                                                        |                                                                          |
| 28-1-2016                                                                | Managua                                                                  | Nicaragua                                                                | 1 – 3                                                                    | Honduras                                                                 | Amichevole                                                               | -                                                                        |                                                                          |
| 10-3-2016                                                                | Managua                                                                  | Nicaragua                                                                | 1 – 1                                                                    | El Salvador                                                              | Amichevole                                                               | -                                                                        |                                                                          |
| 16-3-2016                                                                | Managua                                                                  | Nicaragua                                                                | 1 – 0                                                                    | Panama                                                                   | Amichevole                                                               | -                                                                        |                                                                          |
| 24-8-2016                                                                | San Pedro Sula                                                           | Honduras                                                                 | 1 – 0                                                                    | Nicaragua                                                                | Amichevole                                                               | -                                                                        | Ingresso                                                                 |
| 31-8-2016                                                                | Managua                                                                  | Nicaragua                                                                | 0 – 0                                                                    | Saint Kitts e Nevis                                                      | Amichevole                                                               | -                                                                        |                                                                          |
| 27-12-2016                                                               | Managua                                                                  | Nicaragua                                                                | 2 – 1                                                                    | Trinidad e Tobago                                                        | Amichevole                                                               | -                                                                        | 38’                                                                      |
| 30-12-2016                                                               | Managua                                                                  | Nicaragua                                                                | 1 – 3                                                                    | Trinidad e Tobago                                                        | Amichevole                                                               | -                                                                        |                                                                          |
| 13-1-2017                                                                | Panama                                                                   | Honduras                                                                 | 2 – 1                                                                    | Nicaragua                                                                | Coppa centroamericana 2017                                               | -                                                                        |                                                                          |
| 16-1-2017                                                                | Panama                                                                   | Panama                                                                   | 2 – 1                                                                    | Nicaragua                                                                | Coppa centroamericana 2017                                               | -                                                                        |                                                                          |
| 20-1-2017                                                                | Panama                                                                   | Nicaragua                                                                | 3 – 1                                                                    | Belize                                                                   | Coppa centroamericana 2017                                               | -                                                                        |                                                                          |
| 22-1-2017                                                                | Panama                                                                   | El Salvador                                                              | 1 – 0                                                                    | Nicaragua                                                                | Coppa centroamericana 2017                                               | -                                                                        |                                                                          |
| 16-3-2017                                                                | San Pedro Sula                                                           | Honduras                                                                 | 2 – 0                                                                    | Nicaragua                                                                | Amichevole                                                               | -                                                                        | 45’                                                                      |
| 25-3-2017                                                                | Port-au-Prince                                                           | Haiti                                                                    | 3 – 1                                                                    | Nicaragua                                                                | Gold Cup 2017 - Preliminare                                              | -                                                                        |                                                                          |
| 28-3-2017                                                                | Managua                                                                  | Nicaragua                                                                | 3 – 0                                                                    | Haiti                                                                    | Gold Cup 2017 - Preliminare                                              | -                                                                        | 69’                                                                      |
| 2-6-2017                                                                 | Managua                                                                  | Nicaragua                                                                | 0 – 1                                                                    | Bolivia                                                                  | Amichevole                                                               | -                                                                        |                                                                          |
| 7-6-2017                                                                 | Yavuiba                                                                  | Bolivia                                                                  | 3 – 2                                                                    | Nicaragua                                                                | Amichevole                                                               | -                                                                        |                                                                          |
| 17-6-2017                                                                | Willemstad                                                               | Curaçao                                                                  | 0 – 0                                                                    | Nicaragua                                                                | Amichevole                                                               | -                                                                        |                                                                          |
| 8-7-2017                                                                 | Nashville                                                                | Martinica                                                                | 2 – 0                                                                    | Nicaragua                                                                | Gold Cup 2017 - 1º turno                                                 | -                                                                        |                                                                          |
| 12-7-2017                                                                | Tampa                                                                    | Panama                                                                   | 2 – 1                                                                    | Nicaragua                                                                | Gold Cup 2017 - 1º turno                                                 | -                                                                        |                                                                          |
| 15-7-2017                                                                | Cleveland                                                                | Nicaragua                                                                | 0 – 3                                                                    | Stati Uniti                                                              | Gold Cup 2017 - 1º turno                                                 | -                                                                        |                                                                          |
| 8-11-2017                                                                | Diriamba                                                                 | Nicaragua                                                                | 0 – 3                                                                    | Rep. Dominicana                                                          | Amichevole                                                               | -                                                                        |                                                                          |
| 11-11-2017                                                               | San Cristóbal                                                            | Rep. Dominicana                                                          | 1 – 0                                                                    | Nicaragua                                                                | Amichevole                                                               | -                                                                        | 88’                                                                      |
| 22-3-2018                                                                | Managua                                                                  | Nicaragua                                                                | 3 – 1                                                                    | Cuba                                                                     | Amichevole                                                               | -                                                                        |                                                                          |
| 25-3-2018                                                                | Managua                                                                  | Nicaragua                                                                | 3 – 3                                                                    | Cuba                                                                     | Amichevole                                                               | -                                                                        |                                                                          |
| 8-9-2018                                                                 | Kingstown                                                                | Saint Vincent e Grenadine                                                | 0 – 2                                                                    | Nicaragua                                                                | CONCACAF Nations League 2019-2020 - Qualificazioni                       | -                                                                        |                                                                          |
| 14-10-2018                                                               | Heredia                                                                  | Nicaragua                                                                | 6 – 0                                                                    | Anguilla                                                                 | CONCACAF Nations League 2019-2020 - Qualificazioni                       | -                                                                        |                                                                          |
| 17-11-2018                                                               | Managua                                                                  | Nicaragua                                                                | 0 – 2                                                                    | Haiti                                                                    | CONCACAF Nations League 2019-2020 - Qualificazioni                       | -                                                                        |                                                                          |
| 3-3-2019                                                                 | Sucre                                                                    | Bolivia                                                                  | 2 – 2                                                                    | Nicaragua                                                                | Amichevole                                                               | -                                                                        |                                                                          |
| 24-3-2019                                                                | Waterford                                                                | Barbados                                                                 | 0 – 1                                                                    | Nicaragua                                                                | CONCACAF Nations League 2019-2020 - Qualificazioni                       | -                                                                        | 41’                                                                      |
| 7-6-2019                                                                 | San Juan                                                                 | Argentina                                                                | 5 – 1                                                                    | Nicaragua                                                                | Amichevole                                                               | -                                                                        |                                                                          |
| 17-6-2019                                                                | San José                                                                 | Costa Rica                                                               | 4 – 0                                                                    | Nicaragua                                                                | Gold Cup 2019 - 1º turno                                                 | -                                                                        |                                                                          |
| 20-6-2019                                                                | Frisco                                                                   | Nicaragua                                                                | 0 – 2                                                                    | Haiti                                                                    | Gold Cup 2019 - 1º turno                                                 | -                                                                        |                                                                          |
| 24-6-2019                                                                | Harrison                                                                 | Bermuda                                                                  | 2 – 0                                                                    | Nicaragua                                                                | Gold Cup 2019 - 1º turno                                                 | -                                                                        |                                                                          |
| 5-9-2019                                                                 | Managua                                                                  | Nicaragua                                                                | 1 – 1                                                                    | Saint Vincent e Grenadine                                                | CONCACAF Nations League 2019-2020 - 1º turno                             | -                                                                        |                                                                          |
| 8-9-2019                                                                 | Paramaribo                                                               | Suriname                                                                 | 6 – 0                                                                    | Nicaragua                                                                | CONCACAF Nations League 2019-2020 - 1º turno                             | -                                                                        |                                                                          |
| 25-2-2020                                                                | Managua                                                                  | Nicaragua                                                                | 0 – 0                                                                    | Panama                                                                   | Amichevole                                                               | -                                                                        | 35’                                                                      |
| 6-10-2020                                                                | Managua                                                                  | Nicaragua                                                                | 0 – 0                                                                    | Guatemala                                                                | Amichevole                                                               | -                                                                        | 63’                                                                      |
| 10-10-2020                                                               | Comayagua                                                                | Honduras                                                                 | 1 – 1                                                                    | Nicaragua                                                                | Amichevole                                                               | -                                                                        |                                                                          |
| 24-2-2021                                                                | Città del Guatemala                                                      | Guatemala                                                                | 1 – 0                                                                    | Nicaragua                                                                | Amichevole                                                               | -                                                                        |                                                                          |
| 27-3-2021                                                                | San Cristóbal                                                            | Turks e Caicos                                                           | 0 – 7                                                                    | Nicaragua                                                                | Qual. Mondiali 2022                                                      | -                                                                        |                                                                          |
| 4-6-2021                                                                 | Managua                                                                  | Nicaragua                                                                | 3 – 0                                                                    | Belize                                                                   | Qual. Mondiali 2022                                                      | -                                                                        |                                                                          |
| 8-6-2021                                                                 | Port-au-Prince                                                           | Haiti                                                                    | 1 – 0                                                                    | Nicaragua                                                                | Qual. Mondiali 2022                                                      | -                                                                        | 45’                                                                      |
| 8-9-2021                                                                 | Antigua Guatemala                                                        | Guatemala                                                                | 2 – 2                                                                    | Nicaragua                                                                | Amichevole                                                               | -                                                                        |                                                                          |
| 10-11-2021                                                               | Managua                                                                  | Nicaragua                                                                | 0 – 3                                                                    | Cuba                                                                     | Amichevole                                                               | -                                                                        | 89’                                                                      |
| 13-11-2021                                                               | Managua                                                                  | Nicaragua                                                                | 2 – 0                                                                    | Cuba                                                                     | Amichevole                                                               | -                                                                        |                                                                          |
| 29-1-2022                                                                | Managua                                                                  | Nicaragua                                                                | 4 – 0                                                                    | Belize                                                                   | Amichevole                                                               | -                                                                        |                                                                          |
| 1-2-2022                                                                 | Managua                                                                  | Nicaragua                                                                | 1 – 1                                                                    | Belize                                                                   | Amichevole                                                               | -                                                                        | 64’                                                                      |
| 3-6-2022                                                                 | Managua                                                                  | Nicaragua                                                                | 2 – 1                                                                    | Trinidad e Tobago                                                        | CONCACAF Nations League 2022-2023 - 1º turno                             | 1                                                                        |                                                                          |
| 6-6-2022                                                                 | Kingstown                                                                | Saint Vincent e Grenadine                                                | 2 – 2                                                                    | Nicaragua                                                                | CONCACAF Nations League 2022-2023 - 1º turno                             | -                                                                        |                                                                          |
| 10-6-2022                                                                | Nassau                                                                   | Bahamas                                                                  | 0 – 2                                                                    | Nicaragua                                                                | CONCACAF Nations League 2022-2023 - 1º turno                             | -                                                                        |                                                                          |
| 13-6-2022                                                                | Managua                                                                  | Nicaragua                                                                | 4 – 0                                                                    | Bahamas                                                                  | CONCACAF Nations League 2022-2023 - 1º turno                             | -                                                                        |                                                                          |
| 22-9-2022                                                                | Almere                                                                   | Suriname                                                                 | 2 – 1                                                                    | Nicaragua                                                                | Amichevole                                                               | 1                                                                        |                                                                          |
| 27-9-2022                                                                | Lorca                                                                    | Nicaragua                                                                | 0 – 1                                                                    | Ghana                                                                    | Amichevole                                                               | -                                                                        |                                                                          |
| 13-10-2022                                                               | San Pedro de Alcántara                                                   | Qatar                                                                    | 2 – 1                                                                    | Nicaragua                                                                | Amichevole                                                               | -                                                                        |                                                                          |
| 24-3-2023                                                                | Managua                                                                  | Nicaragua                                                                | 4 – 1                                                                    | Saint Vincent e Grenadine                                                | CONCACAF Nations League 2022-2023 - 1º turno                             | -                                                                        |                                                                          |
| 27-3-2023                                                                | Bacolet                                                                  | Trinidad e Tobago                                                        | 1 – 1                                                                    | Nicaragua                                                                | CONCACAF Nations League 2022-2023 - 1º turno                             | -                                                                        |                                                                          |
| 10-6-2023                                                                | Penonomé                                                                 | Panama                                                                   | 3 – 2                                                                    | Nicaragua                                                                | Amichevole                                                               | -                                                                        | 59’                                                                      |
| 14-6-2023                                                                | Montevideo                                                               | Uruguay                                                                  | 4 – 1                                                                    | Nicaragua                                                                | Amichevole                                                               | -                                                                        |                                                                          |
| 18-6-2023                                                                | Asunción                                                                 | Paraguay                                                                 | 2 – 0                                                                    | Nicaragua                                                                | Amichevole                                                               | -                                                                        |                                                                          |
| 8-9-2023                                                                 | San Cristóbal                                                            | Rep. Dominicana                                                          | 0 – 2                                                                    | Nicaragua                                                                | CONCACAF Nations League 2023-2024 - 1º turno                             | -                                                                        | 59’ 83’                                                                  |
| 11-9-2023                                                                | Managua                                                                  | Nicaragua                                                                | 5 – 1                                                                    | Barbados                                                                 | CONCACAF Nations League 2023-2024 - 1º turno                             | -                                                                        |                                                                          |
| 13-10-2023                                                               | Bridgetown                                                               | Montserrat                                                               | 0 – 3                                                                    | Nicaragua                                                                | CONCACAF Nations League 2023-2024 - 1º turno                             | -                                                                        |                                                                          |
| 16-10-2023                                                               | Managua                                                                  | Nicaragua                                                                | 3 – 0                                                                    | Montserrat                                                               | CONCACAF Nations League 2023-2024 - 1º turno                             | -                                                                        |                                                                          |
| 21-11-2023                                                               | Managua                                                                  | Nicaragua                                                                | 0 – 0                                                                    | Rep. Dominicana                                                          | CONCACAF Nations League 2023-2024 - 1º turno                             | -                                                                        | 79’                                                                      |
| 5-6-2024                                                                 | Managua                                                                  | Nicaragua                                                                | 4 – 1                                                                    | Montserrat                                                               | Qual. Mondiali 2026                                                      | -                                                                        |                                                                          |
| 8-6-2024                                                                 | Belmopán                                                                 | Belize                                                                   | 0 – 4                                                                    | Nicaragua                                                                | Qual. Mondiali 2022                                                      | -                                                                        |                                                                          |
| 6-9-2024                                                                 | Rémire-Montjoly                                                          | Guyana francese                                                          | 0 – 1                                                                    | Nicaragua                                                                | CONCACAF Nations League 2024-2025 - 1º turno                             | -                                                                        |                                                                          |
| 10-9-2024                                                                | Santiago di Cuba                                                         | Cuba                                                                     | 1 – 1                                                                    | Nicaragua                                                                | CONCACAF Nations League 2024-2025 - 1º turno                             | -                                                                        | 55’ 78’                                                                  |
| 10-10-2024                                                               | Managua                                                                  | Nicaragua                                                                | 0 – 2                                                                    | Giamaica                                                                 | CONCACAF Nations League 2024-2025 - 1º turno                             | -                                                                        | 76’                                                                      |
| 14-10-2024                                                               | Managua                                                                  | Nicaragua                                                                | 3 – 2                                                                    | Guyana francese                                                          | CONCACAF Nations League 2024-2025 - 1º turno                             | -                                                                        | 34’                                                                      |
| 26-5-2024                                                                | San Jose                                                                 | Guatemala                                                                | 1 – 1                                                                    | Nicaragua                                                                | Amichevole                                                               | -                                                                        | 56’                                                                      |
| 21-3-2025                                                                | Le Gosier                                                                | Guadalupa                                                                | 1 – 0                                                                    | Nicaragua                                                                | Qual. Gold Cup 2025                                                      | -                                                                        |                                                                          |
| 25-3-2025                                                                | Managua                                                                  | Nicaragua                                                                | 0 – 1                                                                    | Guadalupa                                                                | Qual. Gold Cup 2025                                                      | -                                                                        | 74’ 90’                                                                  |
| 1-6-2025                                                                 | Pawtucket                                                                | Porto Rico                                                               | 1 – 1                                                                    | Nicaragua                                                                | Amichevole                                                               | -                                                                        | 46’                                                                      |
| 6-6-2025                                                                 | Managua                                                                  | Nicaragua                                                                | 1 – 0                                                                    | Guyana                                                                   | Qual. Mondiali 2026                                                      | -                                                                        |                                                                          |
| 10-6-2025                                                                | Panama                                                                   | Panama                                                                   | 3 – 0                                                                    | Nicaragua                                                                | Qual. Mondiali 2026                                                      | -                                                                        |                                                                          |
| Totale                                                                   |                                                                          | Presenze                                                                 | 105                                                                      |                                                                          | Reti                                                                     | 3                                                                        |                                                                          |